# Minas de Riotinto
Minas de Riotinto ist eine spanische Gemeinde in der Provinz Huelva, Autonome Gemeinschaft Andalusien. Minas de Riotinto ist etwa 74 km von der Provinzhauptstadt Huelva entfernt, bis Sevilla sind es knapp 90 km. Die Gemeinde ist traditionell mit Bergbauaktivitäten verbunden. Die Riotinto-Minen sind seit der Bronzezeit aktiv, ihren Höhepunkt erlebten sie jedoch im 19. und 20. Jahrhundert.

## Name
Die Ortsbezeichnung ist auf die namensgebenden Minen und das durch Eisen- und Kupfervorkommen rötlich gefärbte Wasser des Flusses Río Tinto zurückzuführen.

## Bevölkerungsentwicklung
Einwohnerzahlen der letzten siebzig Jahre:
| 1950  | 1960  | 1970  | 1980  | 1990  | 2000  | 2010  | 2020  |
| ----- | ----- | ----- | ----- | ----- | ----- | ----- | ----- |
| 7.323 | 8.560 | 8.006 | 6.099 | 5.480 | 4.621 | 4.126 | 3.784 |

## Geschichte
Minas de Riotinto war und ist ein einzig vom Bergbau abhängiges Dorf. Diese Abhängigkeit hat Charakteristika hervorgebracht, die die Ortschaft von anderen andalusischen Dörfern unterscheidet. Die Gliederung der Ansiedlung, Erbe der englischen Präsenz im Bergbau zwischen Ende des 19. und ungefähr Mitte des 20. Jahrhunderts, bewahrt einen deutlichen kolonialen Charakter nicht nur in der Struktur der Straßenanlage, sondern auch in der viktorianischen Architektur, insbesondere in den Vierteln „El Valle“ und „Bella Vista“.

### Anfänge
Die Geschichte des Erzabbaus in Minas de Riotinto lässt sich bis in die Bronzezeit zurückverfolgen und mündet in der tartessischen Kultur sowie der Besiedelung des Landstrichs durch die Phönizier. Aufgefundene Schlackereste zeigen eine große Weiterentwicklung des Bergbaus durch von den Römern eingeführte technische Neuerungen. Unter den Almohaden wurden aus dem erzhaltigen Gestein medizinische Tinkturen gewonnen, wohingegen der Bergbau in dieser Dynastie kaum entwickelt war.

### Unternehmerische Ausbeutung der Minen
Bis ins 18. Jahrhundert hinein wurden die Minen kaum genutzt, bis sie 1775 der Schwede Liebert Wolters Vonsiohielm vom spanischen Staat pachtete. 1873 kaufte ein britisches Konsortium unter 30-prozentiger Beteiligung der Brüder Rothschild die Bergwerke, gründete die Riotinto Company Limited (RTCL) und erschloss weitere Minen. Schon 1875 wurde die innerhalb von nur zwei Jahren gebaute Eisenbahnverbindung in die Provinzhauptstadt eingeweiht, die einen direkten Transport der gewonnenen Erze bis an die Mole von Riotinto im Atlantikhafen von Huelva ermöglichte und damit auch die herausragende wirtschaftliche Stellung von Riotinto dokumentierte.

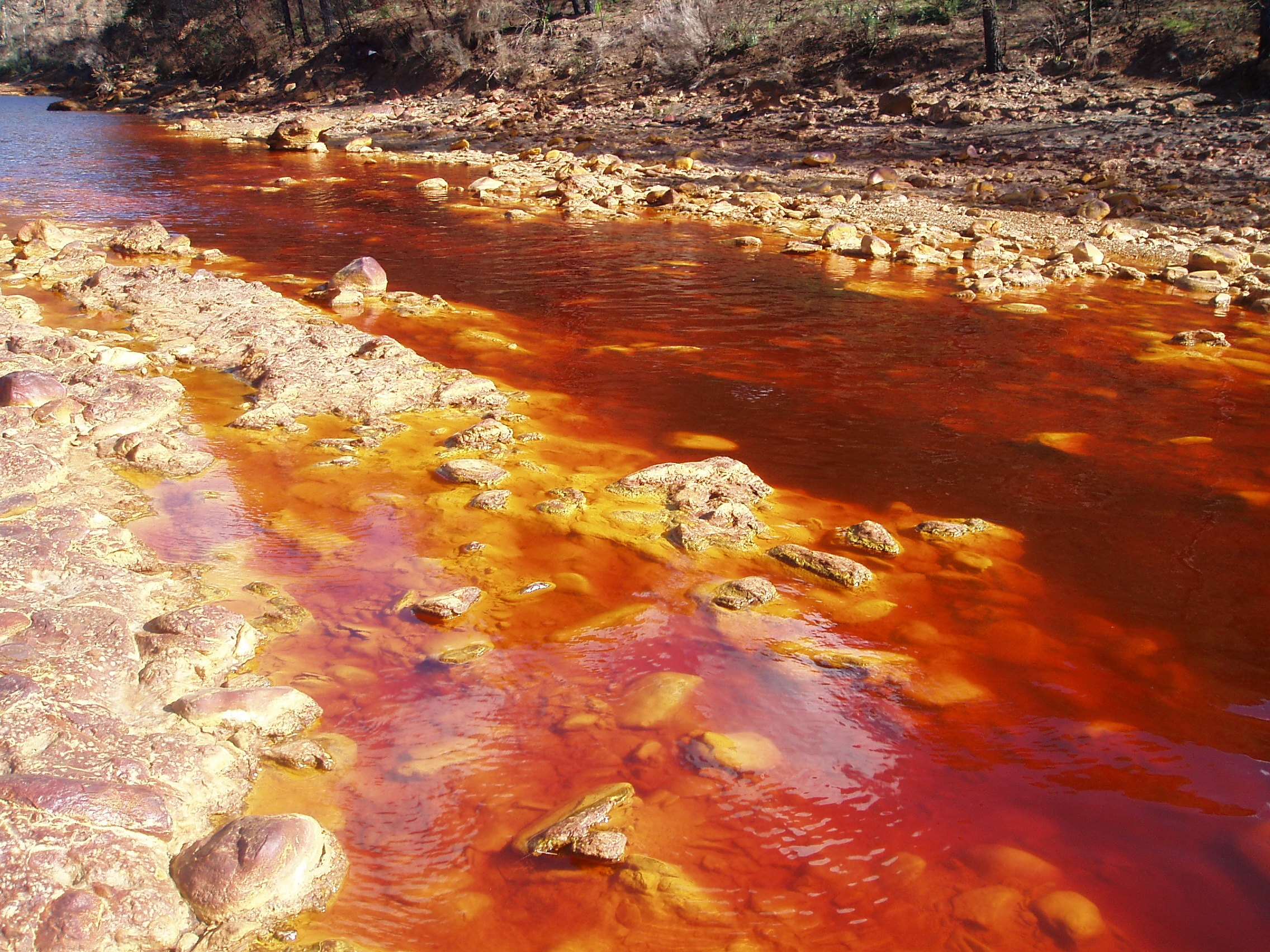
Río Tinto: Saure Grubenwässer

Die rasche Expansion des Bergbaus führte auch zu sozialen Veränderungen im dörflichen Gefüge, hervorgerufen durch die Zuwanderung von Arbeitskräften aus anderen Teilen Spaniens sowie Portugal. Das ursprüngliche Dorfgefüge wurde zudem durch den Abriss des alten Riotinto gesprengt, den die Bergwerksgesellschaft damit begründete, die ursprüngliche Lage des Dorfes stehe dem weiteren Ausbau des Bergbaus im Wege. 
Die Dorfbevölkerung wurde in das nach britischen Bauvorstellungen neu errichtete Viertel „Del Valle“ umgesiedelt, während sich die Führungspersönlichkeiten des Unternehmens in dem exklusiven viktorianischen Viertel „Bella Vista“ niederließen, das bis heute in seiner ursprünglichen Form erhalten geblieben ist. Die Lebensumstände für die einfache Bevölkerung waren katastrophal. Der Einsatz der in England verbotenen offenen Röstöfen (spanisch teleras) vergiftete die Luft und viele Einwohner wurden krank oder starben. Bei einer Protestkundgebung 1888 ließen die britischen Eigentümer über 100 Zivilisten durch spanische Soldaten erschießen. Bis 1903 wurden neben geringen Mengen Mangan und Eisen insgesamt ca. 80.000 Tonnen Kupfererz gefördert.

### Verstaatlichung des Bergwerks und aktuelle Situation

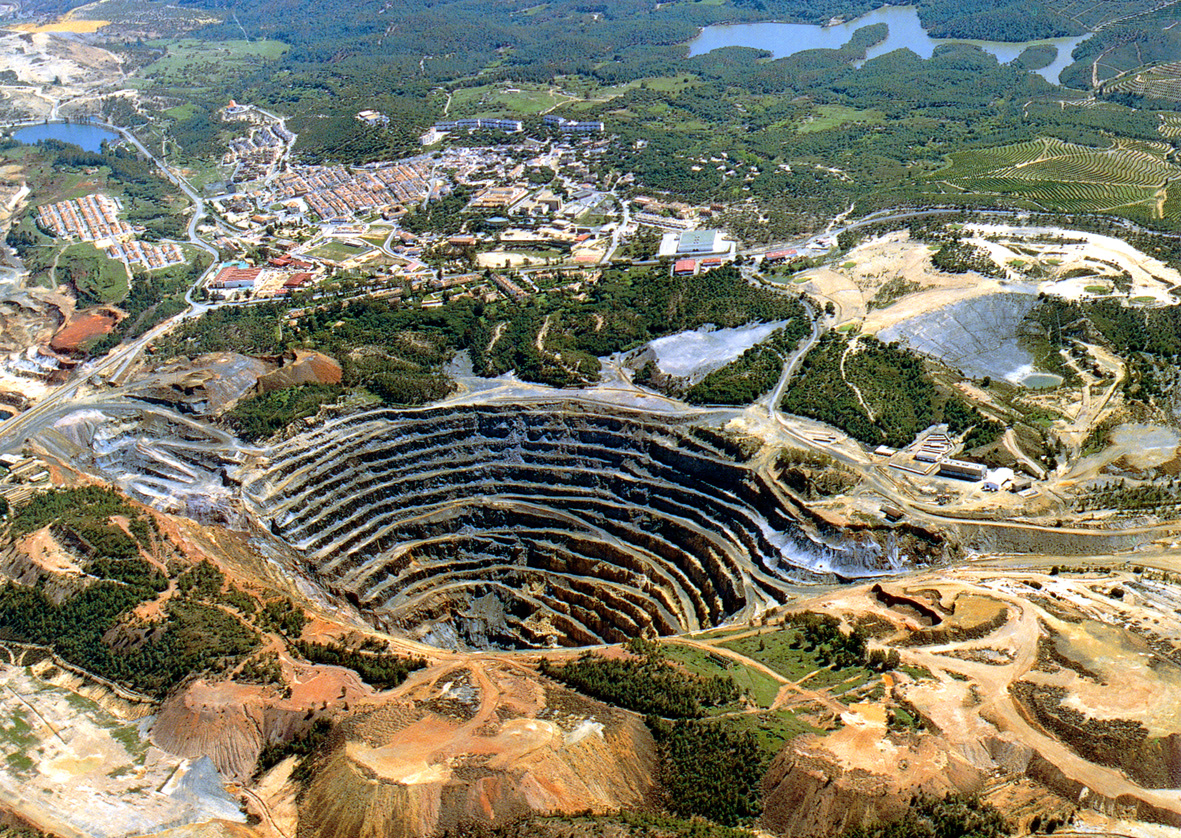
Alte Mine „Corta Atalaya“

1954 gingen die Bergwerke wieder in staatliches Eigentum über, der Erzabbau erfolgte durch verschiedene spanische Gesellschaften wie „Compañía española de Minas de Riotinto“, „Unión Explosivos Rio Tinto“, „Riotinto Patiño“, „Riotinto Minera“ und „Minas de Riotinto S.A.L.“, von denen der Großteil inzwischen stillgelegt ist: Minas de Riotinto konnte an Glanz und Erfolg vergangener Zeiten nicht mehr anknüpfen, zu tiefgreifend waren die wirtschaftlichen Krisen des Bergbaus in der zweiten Hälfte des letzten Jahrhunderts. 2001 wurde die letzte Grube geschlossen. Angesichts der seit 2008 anziehenden Rohstoffpreise, insbesondere für Kupfer, wurde der Abbau wieder lukrativ. Seit 2016 ist die Mine wieder in Betrieb.
1987 wurde von der zuvor genannten „Riotinto Minera“ zur Bewahrung des kulturellen, historischen, kulturellen und landschaftlichen Erbes der Cuenca Minera die Stiftung Fundación Rio Tinto gegründet, die für die Öffentlichkeit den Parque Minero de Riotinto unterhält: Der 11 km lange ehemalige Minenzug-Strang entlang des Rio Tinto ist heute Touristenattraktion (Museo Ferroviario de Riotinto). 1992 wurde im früheren englischen Spital des Ortes ein Bergbaumuseum (Museo Minero) eröffnet, das Fundstücke aus allen Bergbauepochen zeigt.

## Minas de Riotinto, Wiege des spanischen Fußballs
„Football“ wurde in Spanien erstmals in Minas de Riotinto gespielt, eingeführt durch die sich ab der Bergwerksübernahme 1873 dort niederlassenden Engländer. Bis zur Eröffnung der Eisenbahnlinie nach Huelva am 28. Juli 1875 war Minas de Riotinto nahezu von der Außenwelt abgeschnitten, es gab lediglich Gemeindewege in die angrenzenden Ortschaften Zalamea la Real und Aracena. Die Engländer suchten nach getaner Arbeit Zerstreuung und Abwechslung in einem Dorf, das Freizeitvergnügen nicht zu bieten hatte, und so begannen sie, das in ihrer Heimat beliebte Fußballspiel zu beleben. Die Einheimischen wunderten sich über diesen seltsamen Zeitvertreib, eine Kugel mit Fußtritten zwischen zwei von einem sogenannten „goal-keeper“ bewachte Pfosten zu schießen – und entsetzte Mütter untersagten den Töchtern des Dorfes, diesem in kurzen Hosen ausgetragenen Spektakel zuzuschauen.
1878 gründete die Bergwerksgesellschaft den „Club Inglés“, aus dem der „Rio Tinto Foot-Ball Club“ (RTFC) hervorging. Die Einheimischen von Minas de Riotinto zögerten zunächst, dieses Spiel anzunehmen. Erst gegen Ende des 19. Jahrhunderts wurde ihre Leidenschaft geweckt und in den Höfen der von der RTCL unterhaltenen Schulen wurde unter Anleitung enthusiastischer britischer Vorgesetzter Fußball gespielt. Es dauerte noch bis 1914, bis von den Riotinteñern eine rein spanische Vereinsentsprechung, der „Balompié Río Tinto“ gegründet wurde und die RTCL am Ostrand des Viertels „Alto de la Mesa“ ein Fußballfeld errichtete. Die Fußballbegeisterung steigerte sich in der Folgezeit derart, dass in den Zwanziger Jahren in der zwischenzeitlich etwa 12.000 Einwohner zählenden Stadt mehr als 20 Fußballmannschaften bzw. -vereine existierten.